# Clemente Torres
Clemente Torres är en ort i Mexiko.   Den ligger i kommunen Pueblo Viejo och delstaten Veracruz, i den östra delen av landet, 300 km norr om huvudstaden Mexico City. Clemente Torres ligger 5 meter över havet och antalet invånare är 108.
Terrängen runt Clemente Torres är platt. Havet är nära Clemente Torres åt sydost.  Närmaste större samhälle är Tampico, 9,7 km nordväst om Clemente Torres. 